# Křížová cesta (Hůrky)
Zaniklá Křížová cesta v Hůrkách u Nové Bystřice se nacházela jihovýchodně od obce na Křížovém vrchu.

## Historie
Křížová cesta z kamenných kapliček vedla již od roku 1839 z obce Hůrky ke kříži na Křížovém vrchu.
Na místě kříže byla poté postavena kaple Panny Marie Bolestné, vysvěcena byla 13. června 1841. Empírová stavba byla podkovovitá, s trojúhelníkovým štítem nad průčelím, sedlovou střechou a čtyřbokou zvoničkou. Dveře v průčelí byly zakončeny půlkruhově, po stranách bylo po jednom půlkruhově zakončeném okně. Uvnitř byl obraz Panny Marie s obloukem růží.
Vedle kaple stávala rozhledna.
Kaple byla zbořena kolem roku 1955, křížová cesta zanikla. Vrchol kopce byl od roku 1951 zabrán armádou, která na kopci postavila radar. Později byl celý kopec vyvrtán a postaveny zde byly radary,které bylo možno zasunovat do podzemí.